# Flowers (마일리 사이러스의 노래)
〈Flowers〉는 마일리 사이러스의 노래이다. 여덟 번째 정규 앨범 《Endless Summer Vacation》의 리드 싱글이다. 빌보드 핫 100 1위와 영국 싱글 차트 1위를 한 곡이다. 제66회 그래미 어워드(2024년) 올해의 레코드상 수상곡이다.

## 인증
| 국가                                                             | 인증          | 판매량/출하량 |
| ---------------------------------------------------------------- | ------------- | ------------- |
| 오스트레일리아 (ARIA)                                            | 10× 플래티넘  | 700,000       |
| 오스트리아 (IFPI 오스트리아)                                     | 4× 플래티넘   | 120,000       |
| 벨기에 (BEA)                                                     | 3× 플래티넘   | 120,000       |
| 브라질 (Pro-Música Brasil)                                       | 5× 다이아몬드 | 800,000       |
| 캐나다 (뮤직 캐나다)                                             | 다이아몬드    | 800,000       |
| 덴마크 (IFPI Danmark)                                            | 3× 플래티넘   | 270,000       |
| 프랑스 (SNEP)                                                    | 다이아몬드    | 333,333       |
| 독일 (BVMI)                                                      | 3× 골드       | 600,000       |
| 헝가리 (MAHASZ)                                                  | 11× 플래티넘  | 0             |
| 이탈리아 (FIMI)                                                  | 4× 플래티넘   | 280,000       |
| 멕시코 (AMPROFON)                                                | 4× 플래티넘   | 560,000       |
| 뉴질랜드 (RMNZ)                                                  | 5× 플래티넘   | 150,000       |
| 폴란드 (ZPAV)                                                    | 다이아몬드    | 250,000       |
| 포르투갈 (AFP)                                                   | 6× 플래티넘   | 60,000        |
| 스페인 (PROMUSICAE)                                              | 7× 플래티넘   | 280,000       |
| 스위스 (IFPI 스위스)                                             | 5× 플래티넘   | 100,000       |
| 영국 (BPI)                                                       | 3× 플래티넘   | 1,800,000     |
| 미국 (RIAA)                                                      | 7× 플래티넘   | 7,000,000     |
| Streaming                                                        |               |               |
| 그리스 (IFPI 그리스)                                             | 4× 플래티넘   | 8,000,000     |
| 스웨덴 (GLF)                                                     | 3× 플래티넘   | 24,000,000    |
| 전 세계                                                          | —             | 2,700,000,000 |
| 판매량+스트리밍을 기반으로 한 인증 · 스트리밍을 기반으로 한 인증 |               |               |